# Vingt-quatre heures d'une femme sensible
Ne doit pas être confondu avec Vingt-quatre heures de la vie d'une femme.
Vingt-quatre heures d'une femme sensible est un roman épistolaire français écrit par Constance de Théis et publié en 1824.

## Trame
Ce roman est composé de quarante-six lettres écrites par une femme au cours de vingt-quatre heures, sans aucun sommeil, où elle décrit les différentes émotions qui la submergent après avoir vu son amant accompagné d'une autre femme lors d'un concert.

## Genèse
Les Vingt-quatre heures d'une femme sensible est le seul roman qu'ait composé Constance de Salm. Elle en commence la rédaction vers 1803, dans le but de montrer à ses détracteurs qu'elle est capable de traiter des sujets plus légers que ceux pour lesquels elle avait l'habitude de composer. 
Le meurtre de sa fille en 1820 la plonge dans une dépression qui interrompt son activité d'écriture. Elle reprendra par la suite la rédaction de ce roman qui sera finalement publié en 1824.

## Éditions modernes
Constance de Salm, Vingt-quatre heures d'une femme sensible, Paris, Libretto, 2012, 176 p. (ISBN 978-2-7529-0766-0)
Constance de Salm, Vingt-quatre heures d'une femme sensible, Paris, Flammarion, coll. « Étonnants classiques », 2012, 160 p. (ISBN 9782081219830)
Constance de Salm, Vingt-quatre heures d'une femme sensible, Paris, Flammarion, coll. « Librio », 2022, 96 p. (ISBN 9782290364123)
Constance de Salm, Vingt-quatre heures d'une femme sensible, Paris, Talents Hauts, coll. « Les Plumées », 2023, 112 p. (EAN 9782362665349)